# Bár
Bár (německy Baar, chorvatsky Švapčaluk) je obec v Maďarsku v župě Baranya, spadající pod okres Mohács. Nachází se u břehu Dunaje, asi 5 km severovýchodně od Moháče a asi 40 km východně od Pécse. V roce 2015 zde žilo 539 obyvatel. Dle údajů z roku 2011 tvoří 84,8 % obyvatelstva Maďaři, 22,3 % Němci, 1,1 % Romové, 0,4 % Chorvati, 0,2 % Arméni a 0,2 % Rumuni, přičemž 15,2 % obyvatel se ke své národnosti nevyjádřilo.

## Sousední obce
| Růžice kompasu | Somberek |  | Dunaszekcső | Růžice kompasu |
| Růžice kompasu | Sever    |  |             | Růžice kompasu |
| Růžice kompasu | Bár      |  |             | Růžice kompasu |
| Růžice kompasu | Jih      |  |             | Růžice kompasu |
| Růžice kompasu | Mohács   |  |             | Růžice kompasu |